# Marissol Mwaba
Marissol Mwaba, nome artístico de  Jacqueline Marissol Omega Muleka Mwewa Mwaba (Brasília, 17 de setembro de 1991), é uma cantora e compositora e multi-instrumentista brasileira de origem congolesa. 
A artista que já lançou dois álbuns autorais e esteve no The Voice Brasil de 2018. Em 2017 sua obra em coautoria com François Muleka (irmão de Marissol), "Notícias de Salvador", ficou conhecida na voz de Luedji Luna. Em 2019 Marissol gravou nos discos de artistas como Chico César, Emicida e Rincon Sapiência, e participou com Rael do single "Quero Te Ver Bem Amanhã" lançado por Fióti. A cantora também já colaborou em palco e estúdio com artistas como Drik Barbosa, Alegre Corrêa, François Muleka e Kabé Pinheiro. Atualmente apresenta o show Lamuka (significa despertar/acordar em Swahili), que esteve em turnê nacional em 2019 e foi o show de abertura para Emicida, no Circo Voador e para Xênia França, em Florianópolis.

## História e carreira artística
Artisticamente, Marissol também tem influências inusitadas, visto que ela cresceu ouvindo música congolesa das décadas de 1960 e 70 — os pais, acadêmicos, tiveram uma banda no Congo — e o pop-rock brasileiro que tocava nas rádios e na TV. A MPB tradicional não estava ali quando ela ganhou um violão do pai aos 8 anos — seu irmão, seis anos mais velho, François estudava o instrumento para ensinar a caçula, e os dois viraram autodidatas musicais. Mais difícil que galáxias, então, é catalogar o tipo de música que Marissol Mwaba cria em sua cabeça, que ela brinca ser “uma nova MPB com pop esquisito”. Marissol Mwaba tem sua obra artística marcada pela fusão de uma diversidade de influências musicais com o panorama cultural africano, principalmente com a música da província do Catanga, no centro da República Democrática do Congo (país original de seus pais). Seu processo de criação e expressão artística alia estas influências a um jeito pessoal de compor e cantar desde os seus 9 anos de idade.
Além de sua carreira solo, desenvolve parcerias com músicos da cena catarinense, incluindo participações com o Trio Karibu (cujo CD conta com sua voz em duas das faixas), com o cantor e compositor François Muleka (CD Feijão e Sonho também conta com sua voz em faixas), e Dandara Manoela, com quem iniciou o duo Mwangaza.
Em setembro de 2015 realizou participações especiais com a cantora Alpha Patulay em shows nas cidades francesas Ranchal e Paris. E acompanhada de David Cavalcante, Marissol esteve entre os 5 finalistas da edição de 2016 do concurso Incroyables Talents de Sorbonne Universités em Paris, cidade onde em setembro de 2016 lançou seu primeiro CD, Luz-A-zuL. Neste mesmo ano também participou do show da Mc Soom T ao lado de Alpha Petulay no Festival Woodstower em Lyon.
O CD Luz-A-zuL – que teve show de lançamento também no Brasil em outubro de 2016 no SESC Prainha em Florianopolis-SC – traz composições da cantora, além de parcerias com o renomado François Muleka, que também participa do disco ao lado de Alegre Corrêa, A Pedra que Ronca, Cristiano Forte, Nego Magoy, Renata Corrêa e Trovão Rocha.O trabalho foi gravado sob produção executiva da Boaventura Soluções Culturais, captação mixagem e edição de Francis Pedemonte, produção musical de Muleka e Pedemonte, direção geral de Mwewa Lumbwe, direção de fotos e arte de Alice Assal, fotografias por Renan Rosa e Design por Tina Merz.
Recentemente, Marissol teve seu nome catapultado por participar da faixa “Principia”, de “AmarElo”, o mais recente álbum de Emicida. O rapper diz que “a fúria da beleza do sol se chama Marissol Mwaba” e a levou para abrir seu show no Circo Voador em junho de 2019. O cantor e empresário Fióti, irmão de Emicida, é um dos padrinhos musicais de Marissol, junto com o cantor e compositor Chico César. "Ela bolou e gravou os vocais de meu disco mais recente, “O amor é um ato revolucionário, junto com seu mano François Muleka. Tipo gênia fada foda" — derrete-se Chico.
Quem também enche a bola da artista — que toca baixo, violão, bateria, canta e compõe — é Luedji Luna, que já gravou duas composições de Marissol em seus discos, “Notícias de Salvador” e “Erro”:—" Eu a vi tocando em Salvador muitos anos atrás. É uma compositora super versátil, musical, adoro mandar letras para ela e ver como aquilo cresce, como ela faz nascer canções bonitas das coisas que eu escrevo. Uma das melhores que a gente tem no país!"
A reportagem do Jornal O Globo mencionou que ela ainda recebeu ainda elogios efusivos de outros grandes nomes da música atual, como Rael, Mariana Aydar, Rashid e Drik Barbosa, e até Gilberto Gil exaltou o talento de Marissol em seu Twitter, compartilhando uma versão que ela fez para “Esotérico”.
Reconhecida entre pares e ídolos, ela busca agora um público mais numeroso para seu trabalho autoral, que traz na discografia um álbum, “Luz-A-zul” (2016), e a sessão ao vivo “Palavra mágica acústico rec’n’play” (2018), e vê nesse 2021 turbulento o início para a virada, com o projeto “Ndeke” (“pássaro”, em suaíli, uma referência a fênix), que trará uma série de canções inéditas. O primeiro passo foi dado pelo clipe de “Toda quinta”, lançado há duas semanas, no qual Marissol ilustra com imagens de trás para frente outra curiosidade de seu trabalho: o uso do método Reversas de Lossiram, através do qual entoa melodias e letras, de canções e poesias, de trás pra frente, criando uma língua própria.

## Discografia

### Álbuns
| Ano  | Título                                 | Vendas    | Vendas Certificadas |
| ---- | -------------------------------------- | --------- | ------------------- |
| 2015 | Luz Azul                               | Sem dados | Sem dados           |
| 2018 | Palavra mágica - acústico (rec’n’play) | sem dados | sem dados           |
| 2021 | IMANI                                  | sem dados | sem dados           |

### Singles
| Ano  | Título                                                                               | Vendas    | Vendas Certificadas |
| ---- | ------------------------------------------------------------------------------------ | --------- | ------------------- |
| 2018 | Toda Quinta                                                                          | sem dados | sem dados           |
| 2021 | Chupando Versos (feat. Drik Barbosa; François Muleka; Linn da Quebrada; Lucs Romero) | sem dados | sem dados           |
| 2021 | SOL (feat. Rincon Sapiência)                                                         | sem dados | sem dados           |
| 2021 | Marte (feat. Tuyo; Mônica Agena)                                                     | sem dados | sem dados           |

### Vídeoclipes
| Ano  | Título         | Vendas    | Vendas Certificadas |
| ---- | -------------- | --------- | ------------------- |
| 2021 | Toda Quinta    | sem dados | sem dados           |
| 2021 | Chupando Verso | sem dados | sem dados           |
| 2021 | SOL            | sem dados | sem dados           |